# (1635) Bohrmann
(1635) Bohrmann – planetoida z grupy pasa głównego asteroid okrążająca Słońce w ciągu 4 lat i 301 dni w średniej odległości 2,85 au. Została odkryta 7 marca 1924 roku w Landessternwarte Heidelberg-Königstuhl w Heidelbergu przez Karla Reinmutha. Nazwa planetoidy pochodzi od Alfreda Bohrmanna (1904-2000), niemieckiego astronoma. Przed nadaniem nazwy planetoida nosiła oznaczenie tymczasowe (1635) 1924 QW.